# Marcione
Marcione (in greco antico: Μαρκίων?, Markíōn; Sinope, 85 circa – Roma, 160 circa) è stato un vescovo e teologo greco antico, fondatore della dottrina cristiana che prende il nome di marcionismo, considerata eretica sin dalla chiesa primitiva.
I suoi insegnamenti antigiudaici furono rilevanti nel cristianesimo del II secolo, continuando poi ad essere influenti nei secoli successivi, e furono percepiti come una notevole minaccia dai Padri della Chiesa, in particolare dalla Chiesa di Roma, che poi emerse vittoriosa dalla lotta contro le altre correnti dei primi secoli per essere confermata nel concilio di Nicea (325).
Marcione, spesso incluso tra gli ispiratori di correnti gnostiche, accolse in buona parte la dottrina di Paolo di Tarso, nella sua concezione soteriologica circa la salvezza, come non ottenibile attraverso le "opere della Legge", ma la portò alle estreme conseguenze. Secondo Marcione esistevano due divinità: il Dio degli Ebrei, iroso e vendicativo, autore della Legge e dell'Antico Testamento, e il Dio Padre di Gesù Cristo, Dio di amore e di consolazione, che aveva mandato il proprio figlio per salvare gli uomini; solo il secondo era il vero dio da adorare e che portava la salvezza. Cristo rivelò il vero Dio e fu crocifisso dai seguaci del dio dell'Antico Testamento.
Per sostenere le proprie dottrine, Marcione raccolse il primo canone cristiano di cui si ha notizia, che comprendeva dieci lettere di Paolo e un vangelo (probabilmente il Vangelo secondo Luca epurato di alcune parti), detto Vangelo di Marcione; allo stesso tempo rigettava interamente la Bibbia ebraica (Antico Testamento) considerandola ispirata dal Demiurgo, un dio inferiore, gli altri tre vangeli, le lettere di Giovanni, Pietro, Giacomo, Giuda e l'Apocalisse di Giovanni.
La tesi che Marcione abbia, per primo, redatto un suo canone del Nuovo Testamento fu sviluppata da Adolf von Harnack. Esiste a tal riguardo un dibattito tra gli studiosi.

## Biografia
La vita di Marcione è nota esclusivamente attraverso le testimonianze dei suoi avversari, che peraltro fanno una certa confusione sulle date che lo riguardano.
Marcione visse a Sinope del Ponto, una città sulla costa meridionale del Mar Nero. Tertulliano sosteneva che fosse un armatore. Secondo altre fonti, Marcione era figlio del vescovo di Sinope, che lo cacciò dalla Chiesa locale perché aveva sedotto una vergine; alcuni studiosi moderni mettono in dubbio l'espulsione e interpretano la seduzione della vergine in senso figurato, con la vergine che rappresenta la Chiesa.
Quali che fossero i motivi, ad un certo punto della sua vita, raccolse delle lettere di raccomandazione dai suoi concittadini e si mise in viaggio per l'Asia Minore, dove fece opera di evangelizzazione. In questo periodo fu collegabile ad un certo Cerdone (latino: Cerdo), ma le fonti non sono concordi se questi fosse un maestro o un discepolo di Marcione.
Marcione si recò poi a Roma, dove si trovava una delle maggiori comunità cristiane; fece una notevole donazione alla Chiesa romana (200.000 sesterzi, pari a metà del reddito necessario per entrare a far parte dell'ordine equestre) e fu un membro rispettato della comunità romana per diversi anni. Secondo alcune fonti, inizialmente seguì le idee proto-ortodosse, poi presentò alla comunità la sua idea, che incontrò una pessima accoglienza, che il vangelo cristiano fosse qualcosa di totalmente nuovo rispetto alla Bibbia ebraica, e Marcione fu costretto ad abbandonare la Chiesa di Roma.

### Interpretazioni della vita di Marcione
Ireneo di Lione afferma che Marcione "fiorì" sotto papa Aniceto (invaluit sub Aniceto). Sebbene questo possa essere il periodo di maggior successo di Marcione a Roma, è sicuro che arrivò prima, probabilmente nel 140, nel tempo tra la morte di papa Igino e l'elezione di papa Pio I. Epifanio racconta che Marcione cercò di essere ammesso nella Chiesa di Roma, ma fu respinto. La motivazione di questo rifiuto risiedeva nel fatto che colui che era stato espulso dal proprio vescovo, non poteva essere ammesso alla comunione col vescovo di Roma senza precedenti comunicazioni con quell'autorità. Questa storia è però stata indicata come improbabile, dato che implicava che la Chiesa di Roma si dichiarasse incompetente sulle decisioni di un vescovo locale. Deve essere invece tenuto presente che Marcione arrivò a Roma durante una sede vacante, "dopo la morte di Igino", e che tale risposta suona abbastanza naturale sulle labbra di un presbitero ancora senza un vescovo. Inoltre, è verosimile che Marcione fosse già vescovo consacrato. Un laico non sarebbe stato in grado di disputare coi presbiteri sulle Sacre scritture come faceva lui, né avrebbe potuto dichiarare poco dopo il suo arrivo: "Io dividerò la vostra Chiesa e causerò una divisione al suo interno che durerà per sempre", come si dice che Marcione abbia fatto. Un laico non avrebbe potuto, inoltre, fondare un'istituzione mondiale, la cui caratteristica principale era l'episcopalismo. Un laico, se accettiamo la storia di Epifanio, non sarebbe stato espulso permanentemente dalla Chiesa, senza speranza di riconciliazione, dal proprio padre, nonostante le sue implorazioni, per un peccato di fornicazione, né sarebbe divenuto oggetto di scherno da parte dei concittadini pagani; inoltre un laico non sarebbe rimasto deluso per non essere stato consacrato vescovo poco dopo il suo arrivo in una città la cui sede episcopale era vacante, come si dice che sia stato Marcione.
Questa storia sembrerebbe inverosimile, se noi ignorassimo il fatto che Marcione era un vescovo, e che, secondo Tertulliano, donò 200.000 sesterzi alla comunità romana subito dopo il suo arrivo. Questo straordinario dono, una somma enorme per quei giorni, può essere attribuito al suo fervore per la fede, o alla speranza di ottenere qualcosa; il denaro gli fu restituito subito dopo la sua rottura con la Chiesa. Questo sarebbe naturale se il dono fosse stato fatto con una condizione tacita, che, se si fosse verificata, avrebbe richiesto la restituzione. Infine, il racconto riportato in varie opere di Tertulliano in cui si dice che Marcione, al suo arrivo a Roma, dovette rinnovare la sua professione di fede calza perfettamente con la supposizione che fosse un vescovo, ma sarebbe, come osserva G. Krüger, una cosa inaudita nel caso di un laico.
Si può quindi dare per molto probabile che Marcione fosse un vescovo, forse un assistente o un suffraganeo di suo padre a Sinope. Essendo caduto in disgrazia presso il padre, si recò a Roma, dove, quale navigatore o armatore e quindi grande viaggiatore, poteva essere già conosciuto e dove la sua ricchezza gli ottenne influenza e posizioni. Anche se Tertulliano suppone che sia stato ammesso in comunione con la Chiesa di Roma ed Epifanio dice che l'ammissione gli fu rifiutata, le due tesi possono essere facilmente riconciliate: basta intendere in Tertulliano la mera appartenenza o la comunione e in Epifanio l'accettazione delle sue pretese episcopali. La sua dignità episcopale è stata menzionata da almeno due dei primi scrittori cristiani. Il primo, (Ottato di Milevi, IV sec.) scrive come "da vescovo sia divenuto un apostata" , e il secondo, (Origene Adamantio) narra di come i suoi seguaci si chiamino Marcioniti, dal nome di un vescovo, invece di essere chiamati Cristiani dal nome di Cristo.
La sua rottura finale con la Chiesa di Roma avvenne nell'autunno del 144. Per questo motivo i Marcioniti contavano 115 anni e 6 mesi dai tempi di Cristo all'inizio della loro setta. Sebbene Marcione sembra avesse fatto causa comune con Cerdone, lo gnostico siro che in quel tempo si trovava a Roma, sembra improbabile che la sua dottrina derivi da quella gnostica. Ireneo riferiva (Adversus Haereses, III) che in un incontro a Roma Marcione chiese a Policarpo di Smirne: "Ci riconoscete?" ed ebbe come risposta: "Io riconosco te come il primogenito di Satana". Questo incontro probabilmente avvenne nel 154. A quel tempo Marcione e le sue dottrine erano molto conosciute, per questo motivo Giustino nella sua Prima Apologia (scritta intorno al 150), descriveva l'eresia di Marcione come sparsa dappertutto. Questo periodo, dal 144 al 150, sembrava, a molti eresiologi, un tempo troppo corto per un successo così prodigioso, pertanto si supponeva che Marcione fosse attivo in Asia Minore ben prima della sua venuta a Roma. Clemente Alessandrino (Stromata, VII, 106) lo definiva il più vecchio contemporaneo di Basilide e Valentino, ma in tal caso, quando giunse a Roma, doveva essere un uomo di mezza età e una sua precedente opera di propaganda in Oriente non è impossibile.
Che la Cronaca di Edessa situi l'inizio del Marcionismo nel 138 favorisce questa possibilità. Tertulliano, nel 207 (la data del suo Adversus Marcionem, IV), riferiva che Marcione professò penitenza e accettò come condizione per la sua riammissione nella Chiesa di far ritornare sulla retta via coloro che aveva traviato, ma la morte glielo impedì. La data precisa della sua morte è ignota, ma probabilmente avvenne intorno al 160.
La chiesa dei marcioniti, da lui fondata, sopravvisse fino al VI secolo, soprattutto nella parte orientale dell'impero. Il suo allievo più importante fu Apelle. Tale chiesa ebbe il merito di stimolare la formazione del Canone del Nuovo Testamento.

## La dottrina marcionita
Marcione non presentò particolari speculazioni su cosmogonie varie. La dottrina marcionita (della quale non possediamo documenti originali, ma che possiamo ricostruire ragionevolmente dalle opere degli eresiologi) si esplica nell'antitesi tra l'Antico e il Nuovo Testamento in una sorta di diteismo asimmetrico. Questa interpretazione dualistica probabilmente fu mutuata da Cerdone, lo gnostico siriano che in quel periodo predicava a Roma, ma Marcione non può essere considerato semplicemente uno gnostico in quanto, secondo lui, la salvezza non derivava dalla gnosi, ma dalla Grazia divina. Egli voleva un Cristianesimo puro, non corrotto dall'associazione col Giudaismo. Il Cristianesimo per Marcione era la pura e semplice Nuova Alleanza.
Le questioni astratte sull'origine del male o sull'essenza della Divinità lo interessavano poco, ma per lui l'Antico Testamento, con la sua rozzezza e l'implacabilità del suo Dio, era inconcepibile e pertanto doveva essere accantonato. L'interpretazione strettamente letterale della cosmogonia biblica e della Storia Sacra induceva Marcione a ritenere che il «Dio giusto» dell'Antico Testamento non potesse identificarsi con il Dio, Padre buono e misericordioso, amante delle proprie creature di cui parlano i Vangeli. L'autore di un mondo riboccante di mali e di un uomo pieno di imperfezioni non poteva essere che un dio "minore" e imperfetto, un demiurgo inferiore al proprio compito, il quale, per correggere in qualche modo la sua opera incompiuta, avrebbe tentato di mantenervi un certo ordine, instaurando una legge inesorabile sostenuta da sanzioni tremende e crudeli ispirate alla Legge del taglione, capaci di colpire il peccatore nella sua discendenza fino alla quarta generazione.
La relazione metafisica tra queste due divinità, però, creò qualche problema a Marcione, che non essendo gnostico, non sapeva nulla di emanazioni divine, eoni, syzygie, princìpi eternamente opposti di bene e male. Marcione, inoltre, doveva tener conto anche di quei passaggi del Nuovo Testamento che si basavano sull'Antico Testamento. Egli tagliò, così, tutti i testi che erano contrari alle sue posizioni, creando un suo Nuovo Testamento basato su una riduzione del Vangelo secondo Luca e degli Apostolicon contenente dieci epistole di Paolo. Nel rigettare l'Ebraismo, Marcione suggerì che anche gli apostoli, pilastri della Chiesa, Pietro, Giacomo il Maggiore, e Giovanni avevano tradito la fiducia dei cristiani. Egli amava parlare di "falsi apostoli", e lasciava i suoi uditori a chiedersi chi fossero. Una volta che si fu liberato completamente dell'Antico Testamento, Marcione non auspicò ulteriori cambiamenti. Egli creò la sua Chiesa puramente neotestamentaria, il più possibile simile alla Chiesa cattolica, intessuta del suo profondo puritanesimo.
La prima descrizione della dottrina di Marcione risale a Giustino, che diceva: "Con l'aiuto del diavolo Marcione ha contribuito in ogni paese alla blasfemia e al rifiuto di Dio quale Creatore del mondo". Il Demiurgo ha quindi creato tutti gli uomini, ma scelse di eleggere gli ebrei quale suo popolo e così diventò il dio degli ebrei. La prospettiva teologica di Marcione è quindi limitata alla Bibbia e la sua lotta con la Chiesa cattolica sembra una semplice battaglia di testi: l'Antico Testamento contiene una parte di verità, Mosè ed i Profeti sono i messaggeri del Demiurgo, il Messia ebreo verrà sicuramente a fondare un regno millenario per gli ebrei sulla terra, ma il messia ebreo non ha nulla a che fare con il Cristo figlio del Buon Dio Invisibile, Indescrivibile (ἀόρατος ἀκατανόμαστος ἀγαθὸς θεός).
Proprio grazie al Cristo, inviato per liberare l'uomo dalla tirannia del suo creatore, il Buon Dio si è rivelato sia al Demiurgo, che ne ignorava l'esistenza, sia alle sue creature. Non si sa se Marcione ammettesse o no la Trinità. Cristo è davvero il Figlio di Dio, ma è anche semplicemente "Dio", senza ulteriori qualifiche, infatti, il Vangelo di Marcione iniziava con le parole "Nel quindicesimo anno dell'Imperatore Tiberio Dio discese in Cafarnao ed insegnò agli ebrei". Questa manipolazione del testo evangelico è comunque una testimonianza del fatto che, nelle diverse realtà cristiane della prima metà del II secolo, la Divinità di Cristo fosse ormai un elemento acquisito.
Per Marcione, tuttavia, Cristo era il Dio Manifestato, non il Dio Incarnato. La sua Cristologia era quella Docetista, che rifiutava la storia dell'infanzia. Il Redentore di Marcione era un Deus ex machina del quale dice beffardamente Tertulliano: "Improvvisamente un Figlio, improvvisamente Cristo!". Questi (Cristo, che non è il Messia atteso dagli ebrei) proclamò la nuova legge d'amore e riscattò l'umanità dal pesante giogo del suo creatore. Marcione, per far comprendere la vita di Cristo, usò la storia dei tre angeli che mangiarono, camminarono, e conversarono con Abramo e che tuttavia non avevano un vero corpo umano (Adv. Marc., III, IX). Per Marcione la materia e la carne non erano cattive in sé, ma solo spregevoli, una mera produzione del Demiurgo, ed era semplicemente inconcepibile che Dio li avesse fatti propri. Il seguace di Cristo che ha ricevuto il battesimo, per rendersi degno di questa redenzione, dovrà affrancarsi al massimo dalla materia, rinunciando ai beni e ai piaceri terreni, soprattutto al matrimonio che, con la procreazione, continua l'opera del Dio cattivo.
La dottrina marcionita ebbe notevole diffusione e perdurò per diversi secoli, sebbene sia andata degenerando e scindendosi in varie sette: il demiurgo o Dio cattivo si venne confondendo con il principio del male o Satana, e i due dèi, che nella dottrina originaria non erano mai entrati in aperto conflitto, si confusero con i due princìpi opposti del bene e del male, in eterno contrasto fra loro, degli gnostici e dei manichei; anzi il marcionismo divenne uno dei principali veicoli dello gnosticismo e del manicheismo.
L'etica di Marcione era molto severa: prevedeva una rigorosa astinenza alimentare, la proibizione del matrimonio e la preparazione costante al martirio. I nuovi convertiti, se sposati, dovevano immediatamente sciogliere il matrimonio e abbandonare il coniuge. Marcione battezzava solamente quelli che non vivevano nel matrimonio: vergini, vedove, celibi, ed eunuchi (Tert., Adv. Marc., I, XXIX); tutti gli altri rimanevano catecumeni. D'altra parte l'assenza di divisioni tra catecumeni e persone battezzate, nelle cerimonie marcionite, scandalizzò i cristiani ortodossi dell'epoca. Secondo quanto riporta Epifanio i seguaci di Marcione digiunavano il sabato per spirito di opposizione al Dio ebreo che fece del sabato un giorno di festa. Il mondo materiale era disprezzato e lo Stato era considerato con indifferenza.

## Le opere
Il nome di Marcione appare soprattutto nella discussione di due importanti questioni: il Credo dell'Apostolo e il Canone del Nuovo Testamento. Studi approfonditi sostengono che il Simbolo degli apostoli fu redatto dalla Chiesa di Roma proprio in opposizione al Marcionismo.

### Le Antitesi
La dottrina portante di Marcione era l'opposizione dell'Antico Testamento al Nuovo, e questa dottrina fu ampiamente illustrata nel suo grande lavoro (perduto), Antitesi, o Contrasti, in cui sosteneva che il Dio delle Scritture ebraiche non fosse la stessa persona rivelata da Gesù, dato che era inflessibile nella sua dispotica giustizia e che puniva le creature peccatrici mediante una guerra di sterminio condotta dal suo popolo, gli Ebrei. Gesù aveva invece rivelato, alla sua venuta, il vero Dio, il buon Padre che perdona, ama e salva anche a costo di soffrire egli stesso per tutti.
Solo dopo la comparsa degli scritti di Marcione nel mondo paleocristiano si sentirà la necessità di un "canone" di testi cristiani, che verrà chiuso in modo definitivo solo nel IV secolo.
Secondo John Knox all'origine dei vangeli di Luca e di Marcione potrebbe trovarsi un testo "più ampio rispetto alla versione di Marcione e più breve di quella di Luca, da cui sono derivati entrambi".

### Canone marcionita
Tenendo conto delle numerosissime confutazioni di Marcione, e in particolare quella di Epifanio di Salamina, si può tentare una ricostruzione del Canone di Marcione.
Il Vangelo di Marcione è una parte di quello di Luca, al quale nulla viene aggiunto. Le principali omissioni individuate sono le seguenti:
1. Manca l'intero capitolo 1: sia la prefazione che dice esplicitamente trattarsi di una revisione che la narrazione della nascita del Battista, l'Annunciazione ed inoltre il Magnificat (ha soccorso Israele come aveva promesso ai nostri padri...) e il Benedictus il signore Dio di Israele;
2. Manca l'intero capitolo 2: Nascita e infanzia di Gesù;
3. Del Capitolo 3 mancano l'invito alla sollevazione del Battista e la genealogia di Gesù;
4. Varie frasi nel capitoli intermedi, tutte con riferimenti ad Israele ed all'Antico Testamento;
5. Quasi tutto l'ultimo capitolo 24 ed in particolare la narrazione delle apparizioni.

Come si vede si tratta di testi che connettono Gesù alla tradizione ed alla storia ebraica e che danno senso politico alla sua azione.
Le Lettere di Paolo, che Marcione chiamò Apostolikon, sulla base delle informazioni fornite da Tertulliano, e sostanzialmente confermate da Epifanio erano le seguenti:
1. Rispetto al canone adottato successivamente dalla Chiesa mancano le più tardive Epistole Pastorali (Timoteo I e II, Tito) e la Lettera agli Ebrei, che non è paolina;
2. Corinzi (I e II), Tessalonicesi (I e II) Colossesi, Filippesi, e Filemone: probabilmente invariate;
3. Galati: mancanti dell'incontro con Pietro e della spartizione dei compiti e di quasi tutto il capitolo 3, denso di riferimenti alla legge mosaica;
4. Romani: senza interi capitoli come 1, 9, 10 11, e 15;
5. Lettera ai Laodicesi: secondo Tertulliano è da identificare con Efesini del Canone Cattolico.

I Padri della Chiesa (Giustino, Ireneo di Lione, Epifanio di Salamina) concordano con la tesi di Tertulliano che Marcione avesse modificato il testo di Luca per adattarlo alle sue tesi. Gli studiosi moderni tendono invece ad ipotizzare una fonte comune perduta (Ferdinand Christian Baur) oppure che il Vangelo di Marcione sia una versione più antica (Albrecht Ritschl) e che sia stato esteso per ridurre le differenze nella predicazione di Pietro e Paolo, coerentemente con il contenuto degli Atti degli Apostoli attribuiti allo stesso Luca.
Gilles Quispel scrive a proposito del testo di Marcione:

## Confutazioni di Marcione
Marcione è conosciuto esclusivamente attraverso le numerose confutazioni delle sue tesi che vanno dal II al V secolo. Si ha notizia anche di varie confutazioni andate perdute. In ordine cronologico le principali sono le seguenti:
1. Giustino (circa 150) conobbe Marcione e si riferì ai Marcioniti nella sua (prima) Apologia. Contro di loro scrisse anche un trattato (Σύνταγμα πρὸς Μαρκίωνα), perduto, ma citato da Ireneo. Ireneo (Haer., IV, 2) cita brevi passaggi di Giustino che contengono, ad esempio, la frase: Io non avrei creduto a Dio Stesso se Questi avesse annunciato qualcun altro come Creatore.
2. Ireneo di Lione (circa 176) anch'egli contemporaneo di Marcione volle scrivere un lavoro particolare per confutare Marcione, ma non terminò mai l'opera (Haer., I, 27, 4; III, 12 13); in ogni caso, nella sua opera Contro tutte le eresie, da qualche informazione sulle tesi di Marcione e riporta la frase di Policarpo: io ti conosco primogenito del diavolo.
3. Rodone (180-192) scrisse un trattato contro Marcione. L'opera è perduta, ma esistono riferimenti di Eusebio di Cesarea.
4. Quinto Settimio Fiorente Tertulliano, la fonte principale delle nostre informazioni, scrisse l'Adversus Marcionem, in cinque libri, tra il 205 e il 212, e si riferisce a Marcione in molti dei suoi lavori: De praescriptiones haereticorum, De Carne Christi, De resurrectione mortuorum o carnis, e De Anima. Il suo lavoro Adversus Apelle è andato perduto.
5. Pseudo Tertulliano (probabilmente Commodiano), scrisse un lungo poema in esametri contro Marcione.
6. Pseudo Tertulliano (probabilmente Vittorino Afro) scrisse un Ad Justinum Manichaeu, Contra Duo Principia Manichaeorum (circa 240).
7. Adamantio (autore altrimenti sconosciuto, da non confondere con Origene Adamantio), scrisse il dialogo De Recta in Deum Fide. Il testo fu probabilmente composto in greco intorno al 300 e poi tradotto in latino da Rufino. È una confutazione del Marcionismo e di Bardesane.
8. Circa nel 220, viene menzionato nella Refutazione di tutte le Eresie, libro VII, capitoli 17-26; e X, 15.
9. Epifanio di Salamina compose la sua opera contro le eresie nel 374. Il suo lavoro è di valore inestimabile per la ricostruzione del Canone Marcionita, dato che fornisce 78 passaggi del Nuovo Testamento di Marcione che differiscono dal testo cattolico e, per ogni frammento, aggiunge una breve confutazione
10. Efrem il Siro (373) polemizzò contro Marcione in molte sue scritture, come ad esempio gli Inni contro gli eretici.
11. Yeznik di Koghb, arciprete armeno o, forse, vescovo di Bagrawand (478), scrisse una Confutazione delle Sette, il cui Libro IV è incentrato su Marcione. È l'unica fonte esterna all'impero romano.

### Fonti primarie
- Giustino, Apologia prima, (IT, EN)  online
- Ireneo di Lione, Adversus haereses, (LT)  online
- Quinto Settimio Fiorente Tertulliano, Adversus Marcionem, (LT)  online
- Pseudo-Tertulliano (Commodiano), Istruzioni di Commodiano, (EN)  online
- Pseudo-Tertulliano (Vittorino Afro), (LT)  Ad Justinum Manicheaum contro duo principia manicheorum, online
- Adamantio, Dialoghi, (LT)  consultazione parziale
- Ippolito di Roma, Confutazione di tutte le eresie, (LT)  online
- Epifanio di Salamina, Panarion adversus omnes haereres, (LT)  online
- Efrem il Siro, Saint Ephraim's Prose Refutations of Mani, Marcion, and Bardaisan, ed. and trans. C. W. Mitchell (London, Text and Translation Society, (EN)  online
- Yeznik di Koghb, Refutation of the sects, Trad ed Ed. Thomas Samuelian.(1986) dalla traduzione in Armeno moderno di R.W.Thompson in (EN)  Tertullian.org ̈
- Il Vangelo di Marcione, testo greco a fronte, a cura di Claudio Gianotto e Andrea Nicolotti, Torino, Einaudi, 2019.

### Fonti secondarie
- John Arendzen. Marcionites The Catholic Encyclopedia. Vol. 9. New York: Robert Appleton Company, 1910. online
- Adolf von Harnack, Marcion: Das Evangelium vom fremden Gott. Eine Monographie zur Geschichte der Grundlegung der katholischen Kirche (TU 45), Leipzig 1921, 1924, ristampa Darmstadt 1960 e 1985 Traduzione italiana: Marcione. Il Vangelo del Dio straniero, a cura di Federico Dal Bo, Marietti, 2007, ISBN 88-211-9443-4
- M.J. Lagrange Saint Paul ou Marcion Revue Biblique 41 (1940) pp. 5–30
- J. Knox, Marcion and the New Testament: An Essay on the Early History of the Canon, Chicago 1942
- (EN) E.C. Blackmann, Marcion and his Influence, Londra, 1948, ISBN 978-1592447312.
- H. Langerbeck, Zur Auseinandersetzung von Theologie und Gemeindeglauben in der r?mischen Gemeinde in den Jahren 135-165, in Id., Aufsätze zur Gnosis, Goettingen 1967, pp. 167–179
- Ugo Bianchi, Marcion: Théologien biblique ou docteur gnostique?, Vigiliae Christianae, 21 (1970) pp. 41–49
- G. Ory, Marcion, Parigi 1980
- R.J. Hoffmann, Marcion: On the Restitution of Christianity. An essay on the development of radical Paulinist theology in the second century, Chico, California 1984
- E. Norelli, La funzione di Paolo nel pensiero di Marcione Rivista Biblica Italiana 34 (1986) pp. 543–597
- Gilles Quispel, Marcion and the Text of New Testament, Vigiliae Christianae, 52 (1998) pp. 349–360
- Bart Ehrman, I Cristianesimi perduti, Carocci editore, 2003
- J. Tyson, Marcion and Luke-Acts: A Defining Struggle, University of South Carolina Press, 2006, ISBN 978-1-57003-650-7. Tyson, Joseph, Marcion consultazione parziale
- S. Moll, The arch-heretic Marcion, Mohr Siebek Tubingen, 2010 consultazione parziale
- Dieter Roth, The Text of Marcion's Gospel, Leiden, Brill 2015
- Judith M. Lieu, Marcione: come si fabbrica un eretico, Torino, Paideia, 2020